# Бугарски војни санитет у Првом светском рату
Бугарски војни санитет у Првом свестком рату оптерећен значајним кадровским проблемиме, као и целукупна Бугарска војска био је слабо опремљен наоружањеми материјално‐техничким средствима  и лоше организованом позадином. Скоро једна трећина мобилисаних војника морала је у рат да иде са сопственом одећом и обућом, јер време од демобилизације 1913. до уласка Бугарске у Први светски рат било је прекратко да би држава могла да обезбеди војсци лични састав, оружје и материјална средства, мада су били одобрени значајни кредити. Није се могло рачунати и на увоз из иностранства, јер тржишта су већ била затворена, а индустрија је била преслаба и није могла да задовољи велике потребе, поготово за одећом и опремом.
Након мобилизације држава је требала  да санитетски обезбеди  бугарску војску подељену у три армије, чија је јачина износила  240 пешадијских батаљона, 243 батерије и 53 ескадрона.   Прву армију чиниле су 1, 6, 8. и 9. пешадијска дивизија и 1.  коњичка  бригада  (сасатва 95 пешадијских  батаљона,  четири  пионирска батаљона, 16 ескадрона, 422 оруђа и 108 митраљеза). Укуно бројно стање у бугарској армији износило је 195.820 припадника.  Крајем септембра  1915.  године  у бугарској армији  било је 15.908  официра  и 600.772  подофицира  и  војника. На официрским дужностима налазило се 4.545 (8%) припадника без официрског звања  (лекара,  инжењера ,  финансијских чиновника, судије  итд). На мобилизацију у ратним јединицама се није одазвало 19.224 резервних официра. Прва и Друга армија учествовале су у походу на Србију , а преостале јединице чувале су границе са Румунијом и Грчком.

## Војни санитет крајем 1914.
Крајем 1914. године војни санитет Бугарске војске располагао је са:
- 728 лекара,
- 275 апотекара,
- 115 апотекарскихпомоћника,
- 468 болничара и
- 326 бабица.

што је могло да задовољи само 60–65% потреба Бугарске војске, док је примера ради  само за  попуну дивизијског санитета било неопходно 600 лекара, за позадинске установе 250 лекара и око 300  лекара за  унутрашњост земље.
Како би био разрешен мањак кадрова:
- мобилисани су сви студенти медицине са завршеним седмим семестром (студенти медицине који су одслушали четири семестра били су болничари, а они сазавршених четири до  седам семестара санитетски  подофицири).
- примњени су лекара страни држављани, укупно њих између 100 и 150, по уговору за службу у армији (у локалним војним болницама).

За разлику од  балканских  ратова 1912–1913.  године  проблеми  са снабдевањем  санитетским материјалом решени  су  успешно, обезбеђивањем  финансијских средства, на један од следећа три начина:
- преко кредитних линија, које су одобрене Министарству  војном
- кроз бугарски Црвени крст,
- од становништва преко народних санитарних комисија.[7]

## Војни санитет  у 1915. и 1916.
Након мобилизације војни санитет бугарске армије  је са следећом организацијом учествовао у борбеним дејствима у току 1915–1916. године.

### Дивизијске амбуланте
Након мобилизације  бугарске војске,  септембра 1915. године формирано је  укупно 11 дивизијских амбуланти,  у  свакој  пешадијској  дивизији  по  једна  дивизијска  амбуланта, састава три одељења (према броју бригада), односно  десет амбуланти са  по три одељења и једна са два одељења.
У  свим  дивизијским амбулантама  Бугарске војске  било је укупно:
- 64  лекара (са по два лекра у  сваком амбулантном одељењу).

- 11  апотекара,

- 22  официра,

- 11  чиновника,

- 11  свештеника,

- 21 поднаредник итд.[8]

Некиолико месеци касније формиране су и амбуланте са по два  одељења  и  одговарајућим  кадром  и  за  Комбиновану  и  Брдску дивизију и за Беломорску одбрану. 
У свакој дивизијској амбуланти постављен је и по један хирург.

### Болнице у току и након мобилације
У време мобилизације укупно је формирано 57 пољских и 20 резервних болница.
За сваку пешадијску дивизију формирано је шест пољских и две резервне болнице, изузев за 10. дивизију, која је располагала са само четири пољске и две резервне болнице. 
Након што је формирана 11. дивизија у њој су  припремљене пољске  и  резервне болнице. Да  би  се решио проблем медицинског збрињавања  тој дивизији придодате су, из 1. 2. 8. и 9. дивизије  по једна пољска болница. Од те четири пољске болнице једна је претворена у дивизијску амбуланту 11. дивизије, а три друге наставиле су да функционишу као и до тада. Резервне болнице у саставу те дивизије нису формиране. 
Пољске болнице имале су капацитет од по 200  кревета,  а  резервне  болнице   по 300  кревета,  или  укупно 7.400 кревета. 
За лечење инфективних болесника адаптирано је 19 пољских  болница са 3.800 кревета, а осталих 13.600 кревета били су предвиђени за смештај рањеника и оболелих од осталих болести.
У свакој дивизији формирана је по једна пољска болница и једна резервна болница специјално намењена за збрињавање рањеника, са по једним хирургом и две пољске болнице специјализоване за инфективне болести, у којима су радили бактериолог специјалиста и хемичар и које су биле опремљене покретним бактериолошким и хемијским лабораторијама. 
Након завршетка мобилизације у пољским болница била је следећа кадровска попуњеност:
- 114 лекара,

- 57 апотекара,

- 57 официра,

- 57 чиновника,

- 57 свештеника,

- 57 санитетских подофицира итд.[10]

У резервним болницама била је следећа кадровска попуњеност:
- 60 лекара,

- 20 апотекара,

- 20 официра,

- 10 зубара,

- 20 чиновника,

- 20 свештеника,

- 20 санитетских подофицира итд.[10]

Због велике потребе за лекарима резервне  болнице су све време рата радиле са свега по два лекара.
У првој фази мобилизације у саатву сваке од  три армије основане су по:
- две етапне армијске болнице са по 500 кревета  и

- једна  евакуационо‐дистрибутивна  болница  са 1.000 кревета,

Укупно у три армије основано је шест етапних армијских болница и три евакуационо дистрибутивне болнице са 6.000 кревета. На по четку рата у оввим болницам радило је:
- 57 лекара,

- 18 апотекара,

- 9 официра,

- 9 зубара,

- 9 чиновника,

- 12 санитетских подофицира.12

### Болнице по уласку Бугарске у рат
Након уласка Бугарске у Први свестки рат у Софији је отворено  15 болница  са  10.000 болесничких постеља, 
- пет болница са по  1.000  болесничких постеља

- 10  болница  са  по  500  болесничких постељ.

У осталим  деловима  Бугарске основане су 23 болниц  са 6.300 болесничких постеља:
- шест болница са по 500 болесничких постеља,
- осам болница са по 300 болесничких постеља
- девет болница са по 100 болесничких постеља,

У унутрашњости Бугарске било је укупно 16.300 болесничких постеља . Касније је број болница додатно повећан, што је  довело и  до повећања броја болесничких  постеља, па  је таку у Софији  број болница  нарастао  на  16  са 18.000 болесничких постеља  док се укупан број болница у осталим деловима зе Бугарске повећао на 42 са 3.000 кревата.

### Болнице током рата
У току рата, због потребе за лекарима за рад у цивилним болницама у земљи, за новотворене болнице на новоприсаједињеним територијама, као и за новоформиране јединице, број лекара у етапним армијским болницама смањен је са пет на три, а у евакуационо‐дистрибутивним болницама са девет на пет. Са формирањем 4. армије формиране су и две нове етапне армијске болнице.
Тако је укупан број болница у Бугарској током Првог светског рата достигао бројку од 58, са укупним капацитетом од  51.000 болесничких постеља. 

## Иностране мисије
Бугарској војсци и цивилном становнишптву медицинску помоћ пружале су следеће четири иностране санитетске мисије које су бринула о укупно о између 5.000 и 5.500 болесничких постеља у бугарским сталним војним болницама:
- мисија аустријског  Црвеног  крста,  са  три  групе  особља  која  се  старала о 1.000 болесничких постеља
- мисија мађарског Црвеног крста са две групе особља  о 500  болесничких  постеља,
- мисија  аустријског „Малтешког витешког  реда” која је бринула  о око  250 болесничких кревета.
- Немачка санитетска мисија са пет група особља старала се о између 3.700 и 3.900 постеља.

## Санитетске транспортне колоне
У току мобилизације при свакој дивизији формирана је по:
- по једна санитетска транспортна колона састава 200  бичних воловских кола,
- три армијска санитетска воза.

Касније су формирана саниетска ауто‐одељења – по једно за сваку армију, свако са по 24 санитетска аутомобила, као и још три санитетска воза. На самом почетку  рата  бугарски Црвени  крст  такође  је  послао  један санитетски воз, а након тога још два. Немачка и Аустроугарска такође су послале по један санитетски воз као помоћ бугарској армији.

## Епилог
У току  ратних  година  на  фронту  је  умрло  од  различитих  болести 24.750  бугарских  војника.
У  току  борбених  дејстава  рањено је  око 150.000 а погинуло  око 101.000 припадника бугарске војске.
Избугарске  војске  у периоду од 10. септембра 1915. до 31. августа 1918. године  по разним основама  дезертирало је 6.921припадника.